# Смоленск-Центральный
Смоле́нск-Центра́льный, или также Смоле́нск — узловая железнодорожная станция Смоленского региона Московской железной дороги, находящаяся в городе Смоленске Смоленской области.

## История
Станция открыта в 1868 году в составе линии Орловско-Витебской железной дороги, а в 1870 году открыт проложенный параллельно ей первый участок Москва — Смоленск Московско-Брестской железной дороги. В 1896 году от станции Духовская в пригороде Смоленска открыта линия в Раненбург.
До революций 1917 года было два пассажирских вокзала: Орловско-Витебской (Риго-Орловской) и Московско-Брестской (Александровской) железных дорог, оба вокзальных здания стояли параллельно друг другу между железнодорожными путями и были соединены между собой аркой с часами.
В 1931 году появились планы по строительству ещё одной линии на Могилёв и возведения ещё одного вокзального здания, однако планы реализованы не были.
Во время Великой Отечественной войны здания старых вокзалов были разрушены.
В 1951 году был построен новый вокзал по проекту М. А. Шпотова и участии архитектора Б. С. Мезенцева.
В ноябре 2007 года на южной стороне станции открыт пригородный терминал.

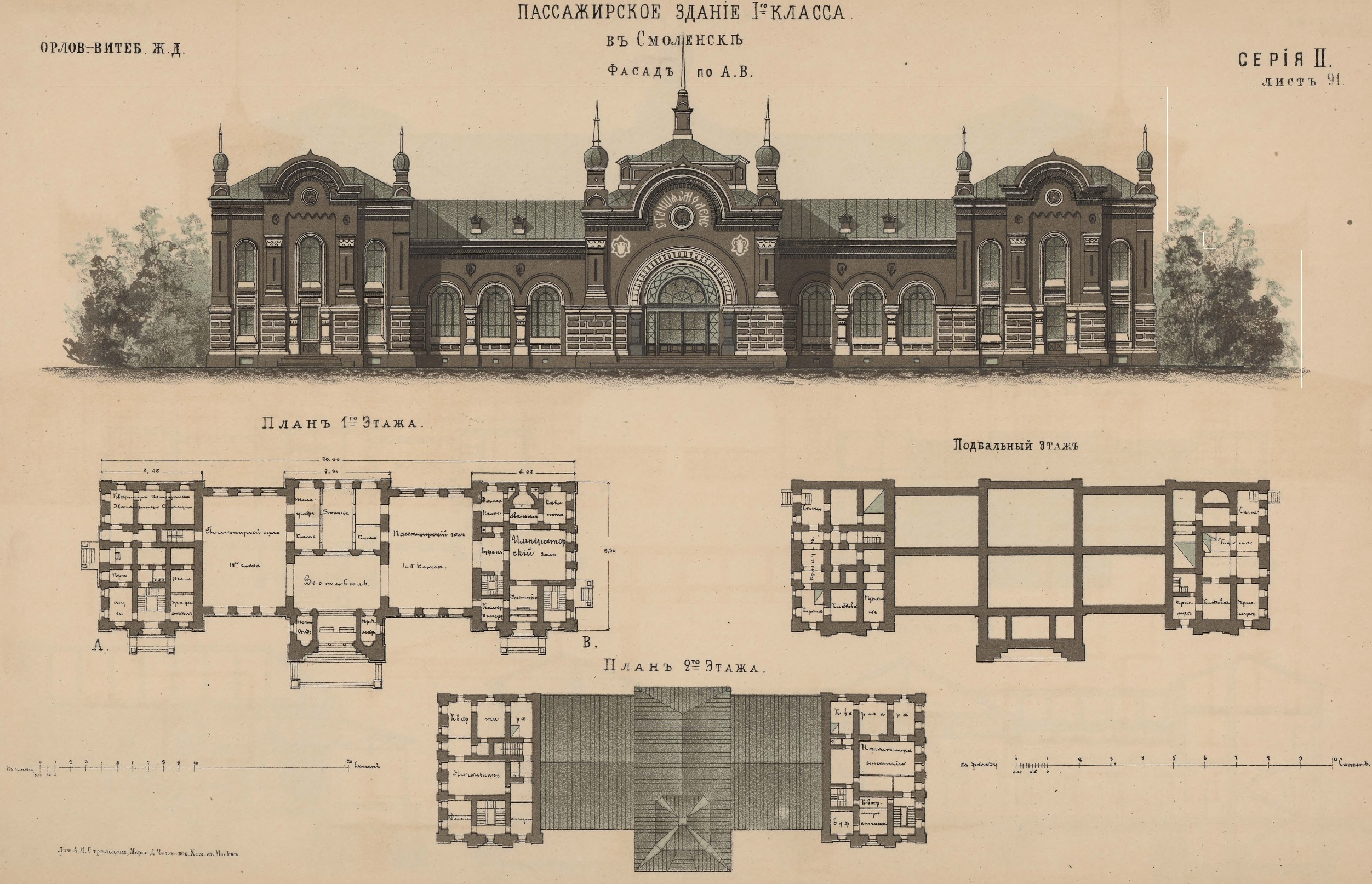
Чертёж первого вокзала
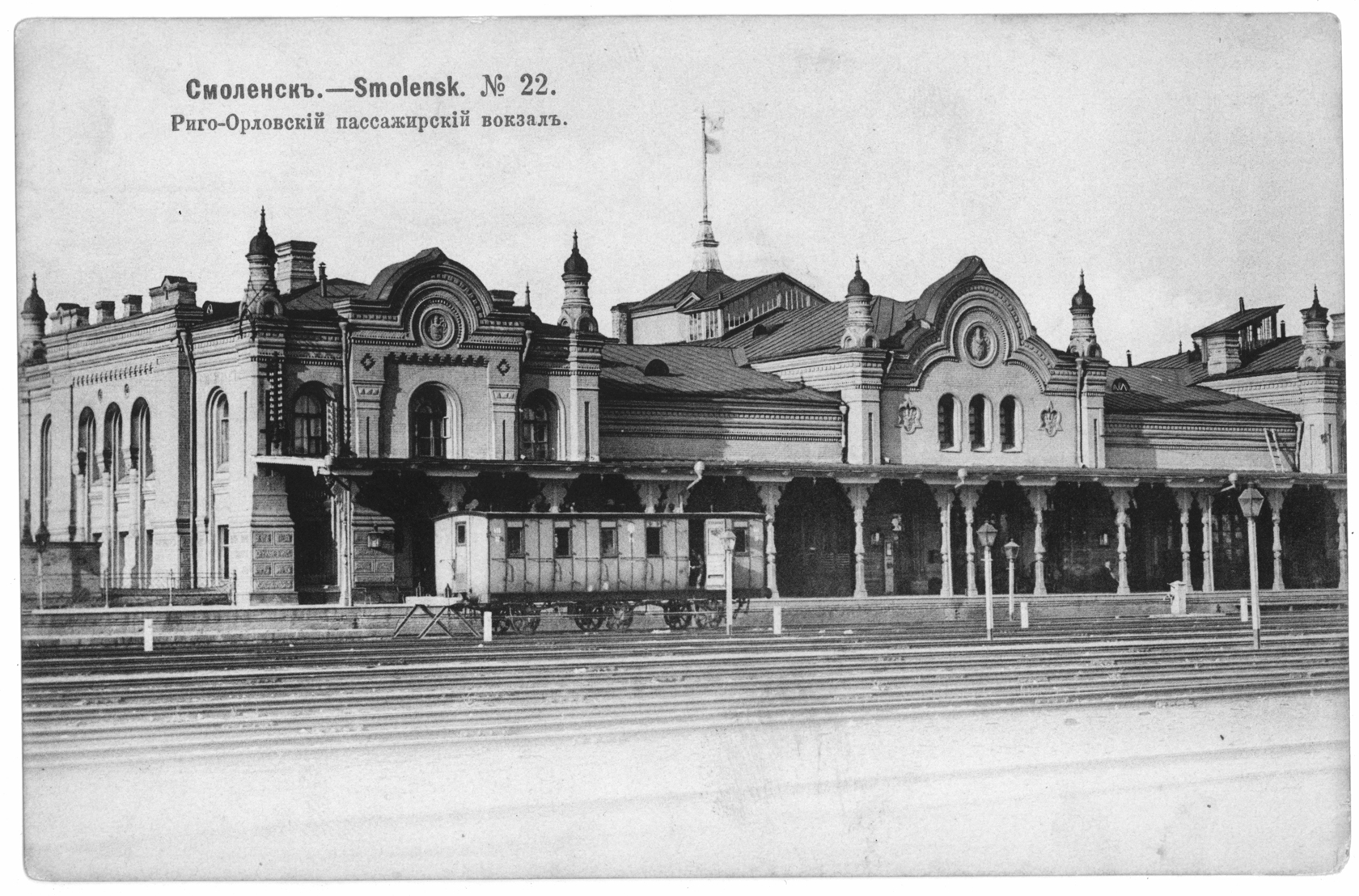
Риго-Орловский пассажирский вокзал Смоленска
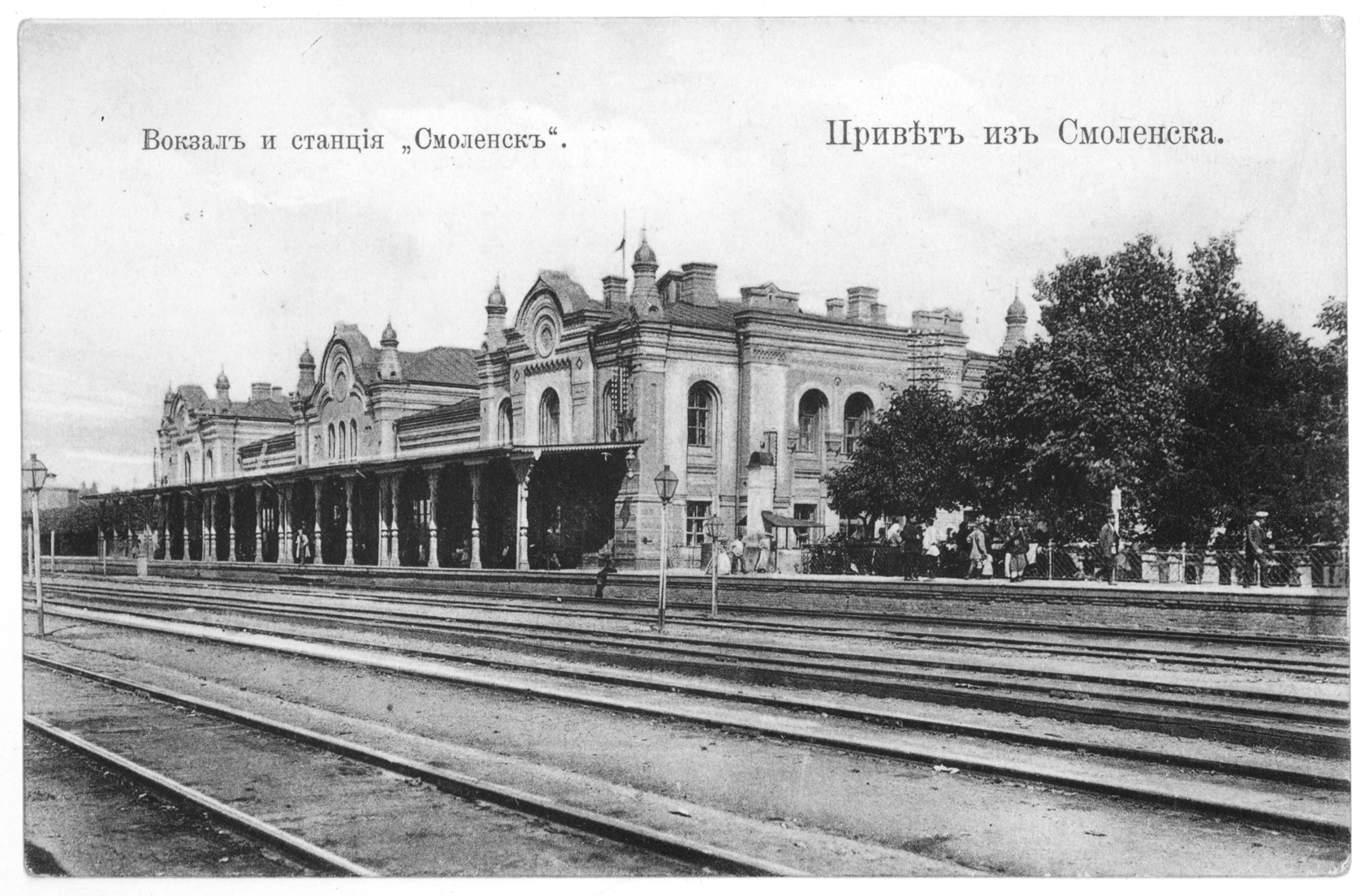
Вокзал станции Смоленск. Дореволюционная открытка «Привет из Смоленска»
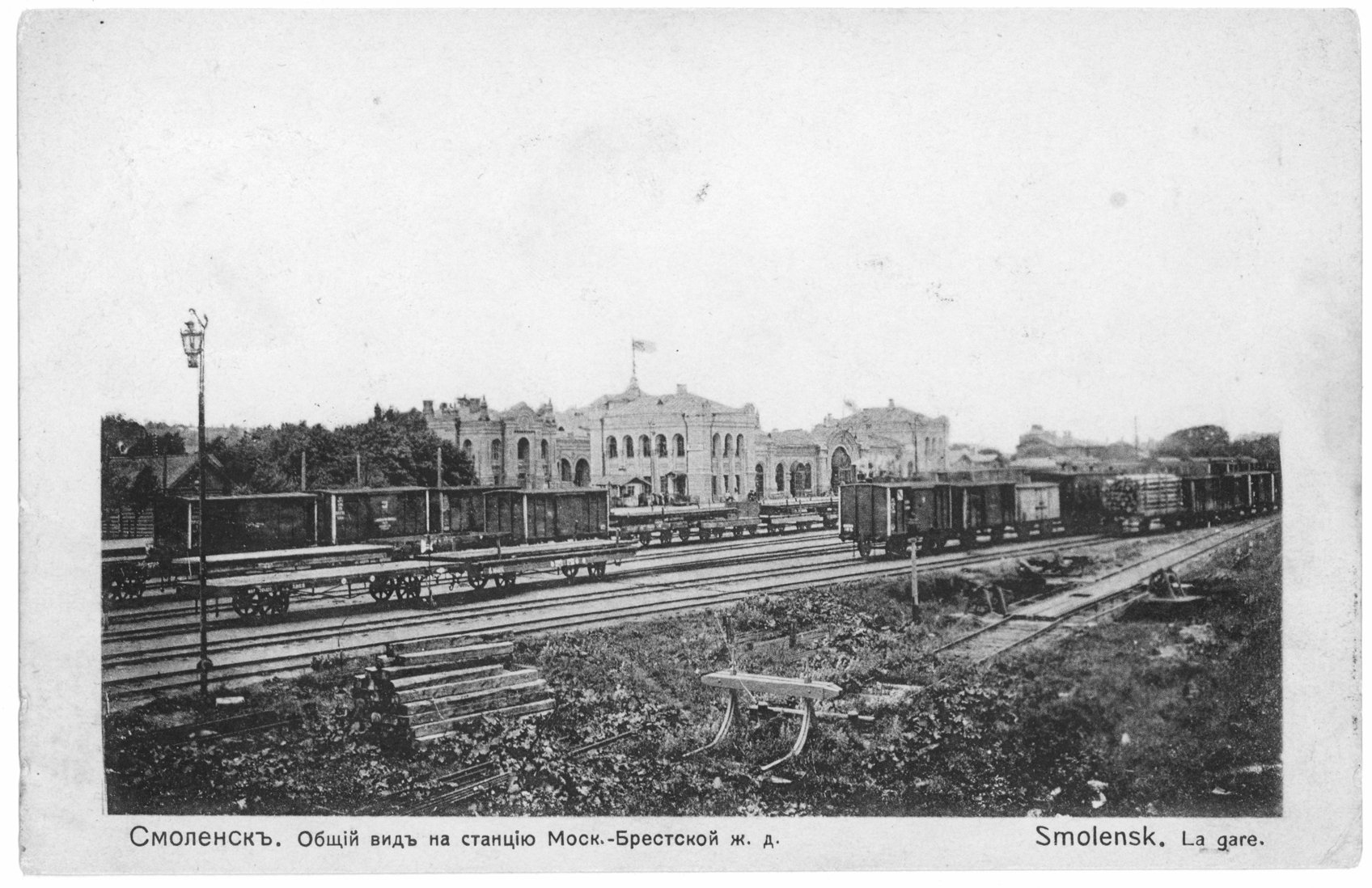
Общий вид на станцию Смоленск, дореволюционное изображение
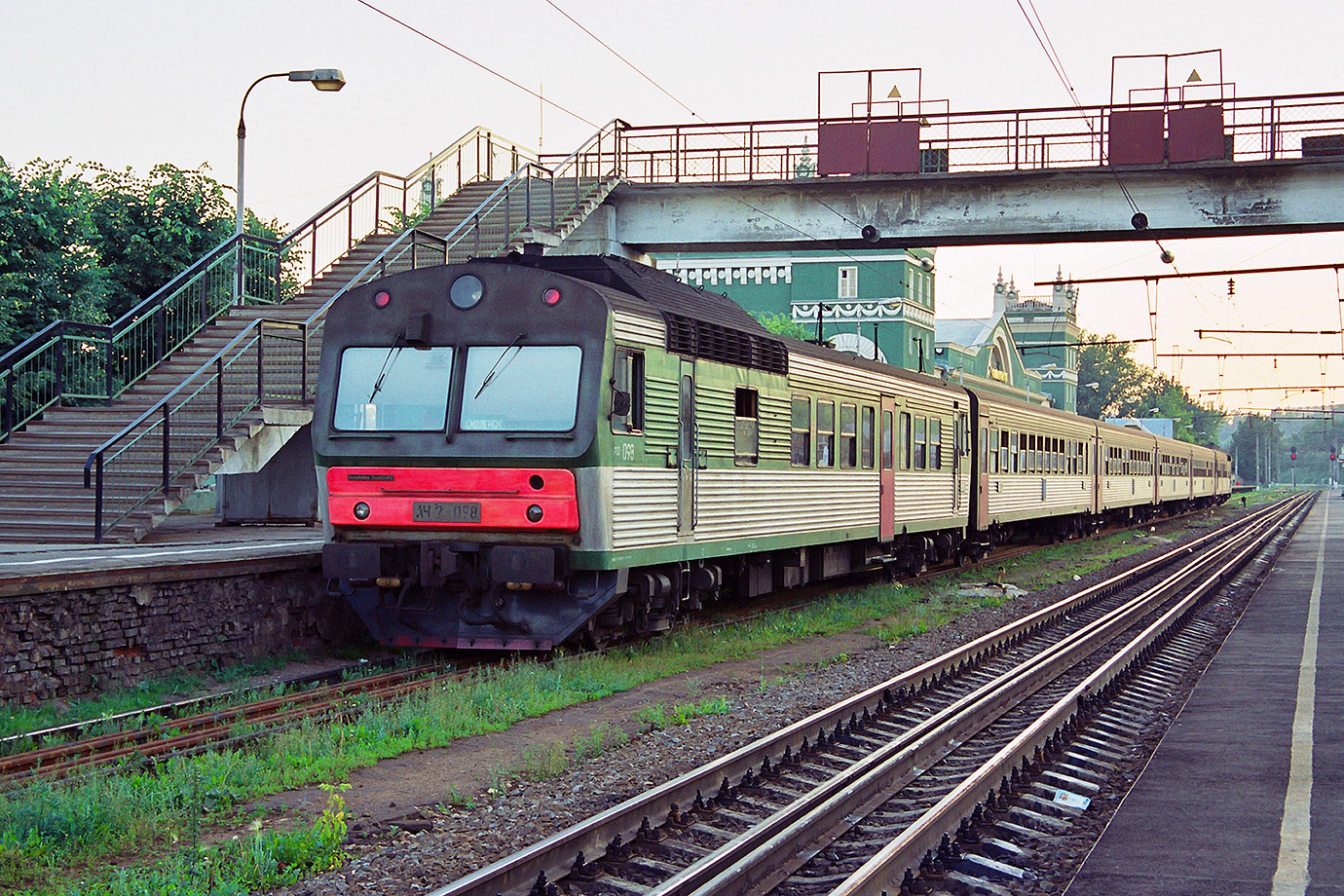
Автомотриса АЧ2 на станции, 2001 г.
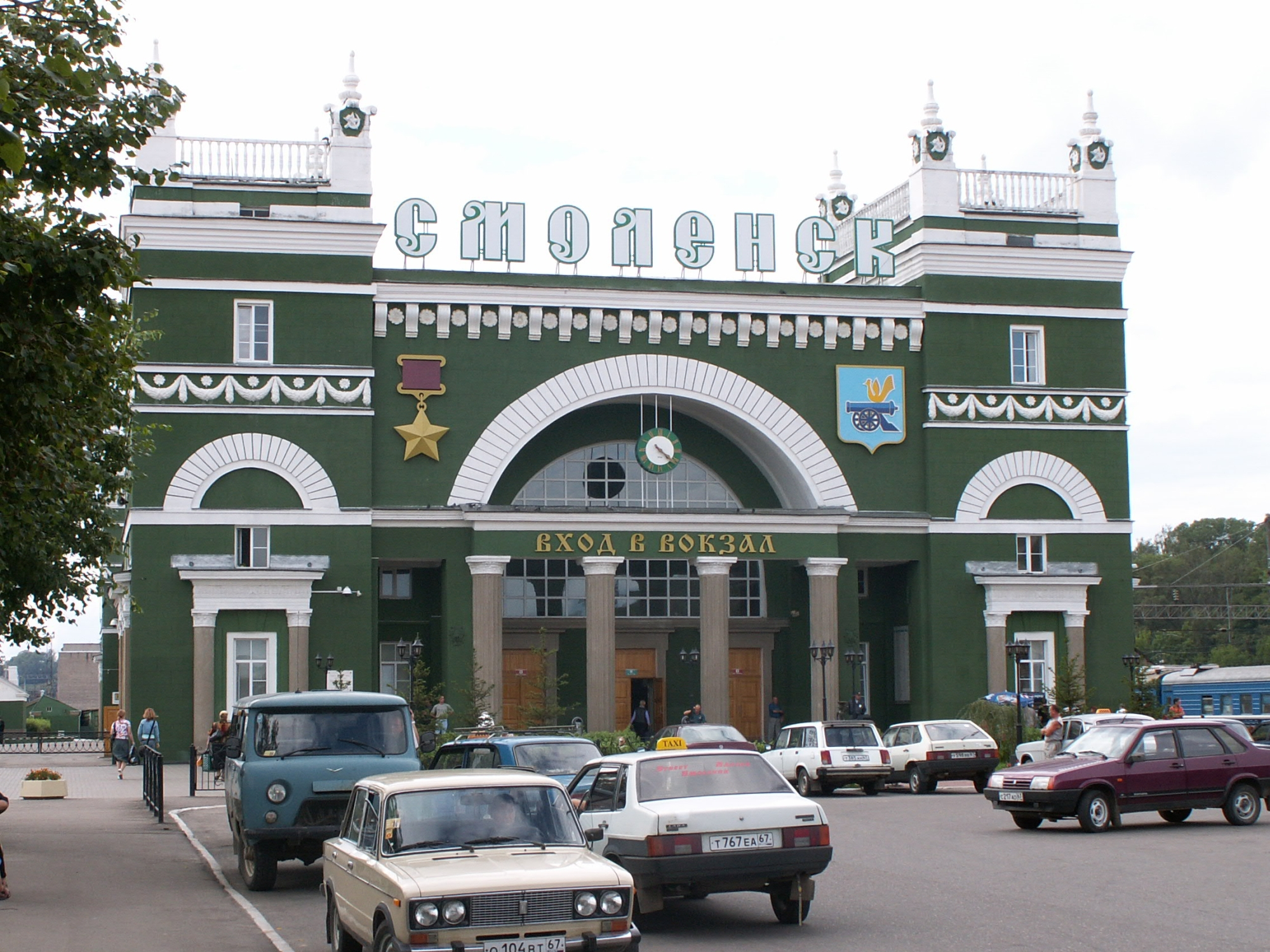
Здание вокзала в 2005 году

## Описание

### Расположение
Станция располагается в Заднепровском районе Смоленска, южнее Витебского шоссе.
В восточную часть станции вдаётся Пятницкий путепровод, который оканчивается около здания вокзала поездов дальнего следования трамвайным кольцом и Привокзальной площадью.

### Пересадки на автобусы и трамваи
Рядом со станцией располагается несколько трамвайных и автобусных остановок городского транспорта, находящихся на Пятницком путепроводе, улице Кашена и Витебском шоссе. Южнее здания пригородного вокзала располагается Смоленский автовокзал, на котором можно осуществить пересадку на пригородные и междугородные автобусы.

### Инфраструктура
Станция имеет надземный пешеходный путепровод для сквозного перехода с улицы Кашена на Привокзальную площадь и подземный переход между платформами для вокзала дальнего следования.
На станции расположено моторвагонное депо Смоленск I (ТЧПРИГ-43).
Пассажирский вокзальный комплекс станции состоит из двух вокзалов: дальнего следования и пригородного.

#### Вокзал дальнего следования
Вокзал дальнего следования является вторым по величине островным в России.
Состоит из двух низких платформ: боковой и островной, соединённых подземным переходом.
В здании кроме зала ожидания и касс имеются комната длительного отдыха, медпункт, круглосуточное кафе, линейный отдел полиции и лифты для маломобильных лиц.
Турникеты и навесы отсутствуют.

#### Пригородный вокзал
Пригородный вокзал оборудован турникетами, навесами и пандусом. Также как и в здании вокзала дальнего следования, в пригородном вокзале имеются кассы, комнаты отдыха и отделение полиции.
Состоит из двух низких платформ: боковой и островной, соединённых настилом через пути.

### Достопримечательности
На станции и в её окрестностях располагаются:
- памятник воинам-железнодорожникам;
- памятник паровозу Л-3127;
- мемориал Великой Отечественной войны;
- церковь Варвары Великомученицы[8];
- церковь Петра и Павла[8].

В здании вокзала поездов дальнего следования находятся картины «Смоленск православный» и «Смоленск великокняжеский», выполненные петербургским художником со смоленскими корнями Анатолием Булдаковым, а также экспозиция «Исторический багаж», позволяющая ознакомиться с тем, что можно посмотреть в самом Смоленске.
На здании вокзала дальнего следования располагается несколько мемориальных досок. Доски посвящены:
- обороне станции 129-й стрелковой дивизией А. М. Городнянского в Великой Отечественной войне;
- погибшим партизанам-железнодорожникам;
- выступлениям Александры Коллонтай и Михаила Калинина на станции;
- одному из губернаторов Смоленска Н. П. Бороздне, принимавшему участие в открытии станции (доска открыта в ноябре 2017 года)[11].

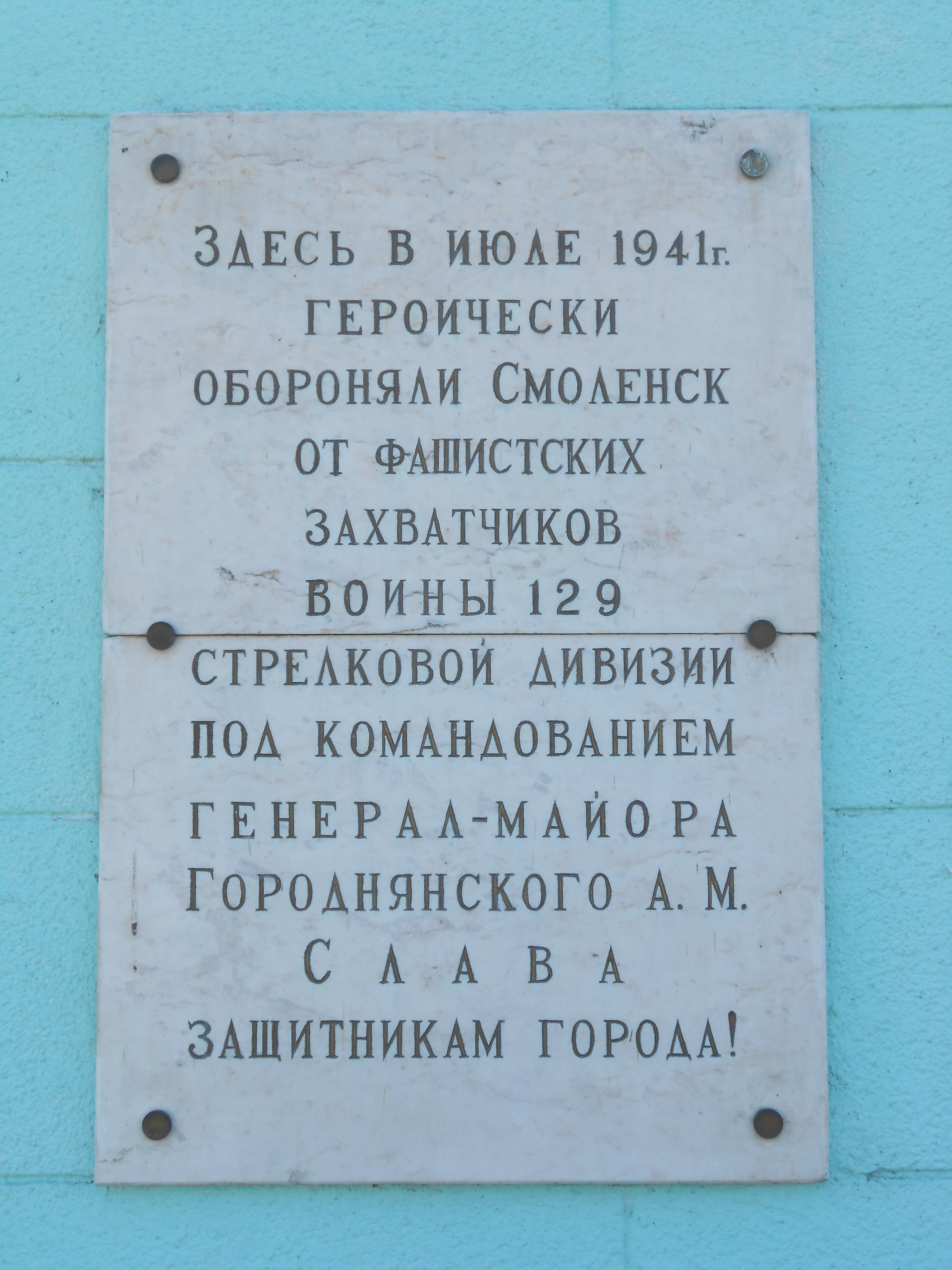
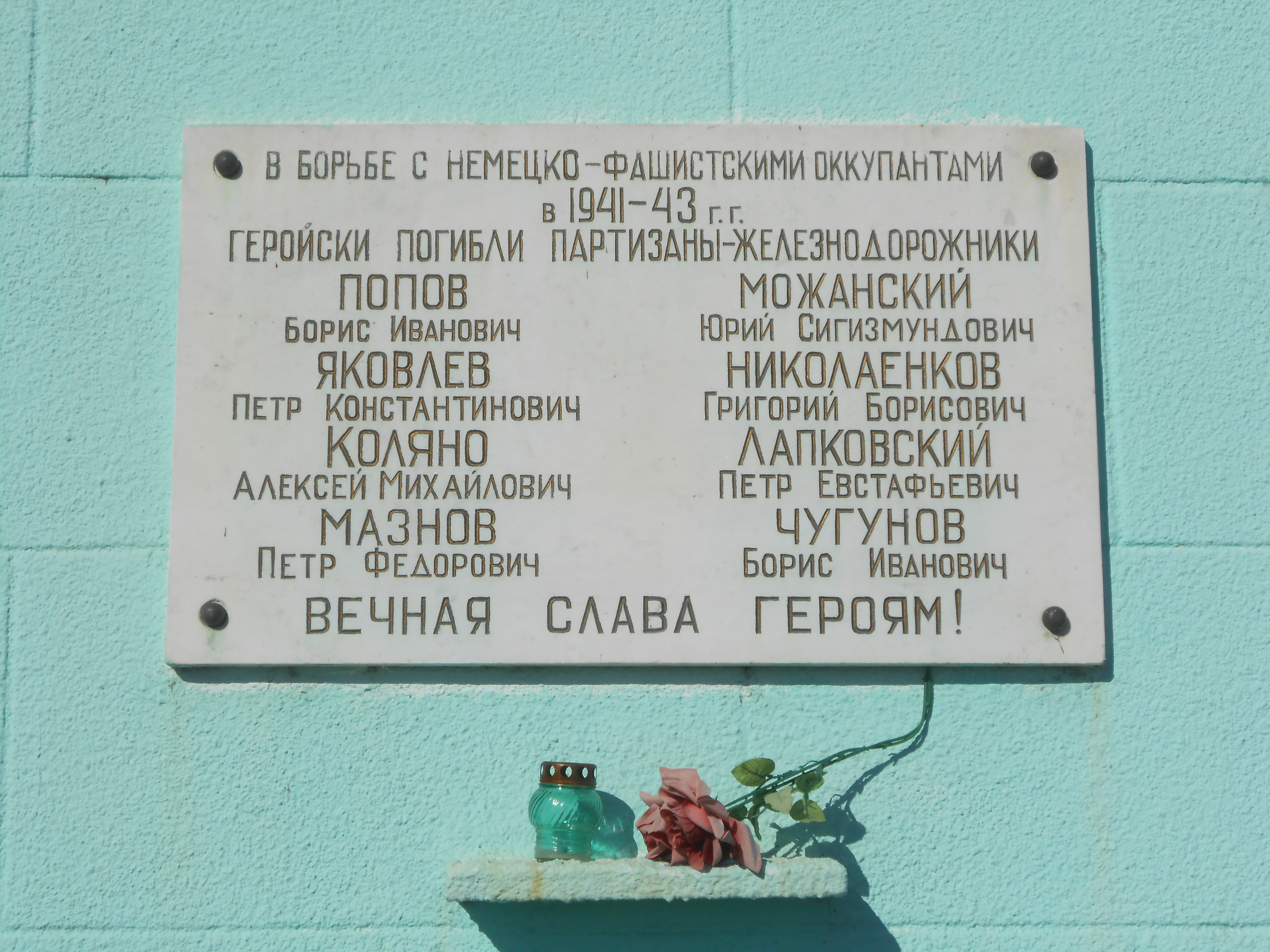
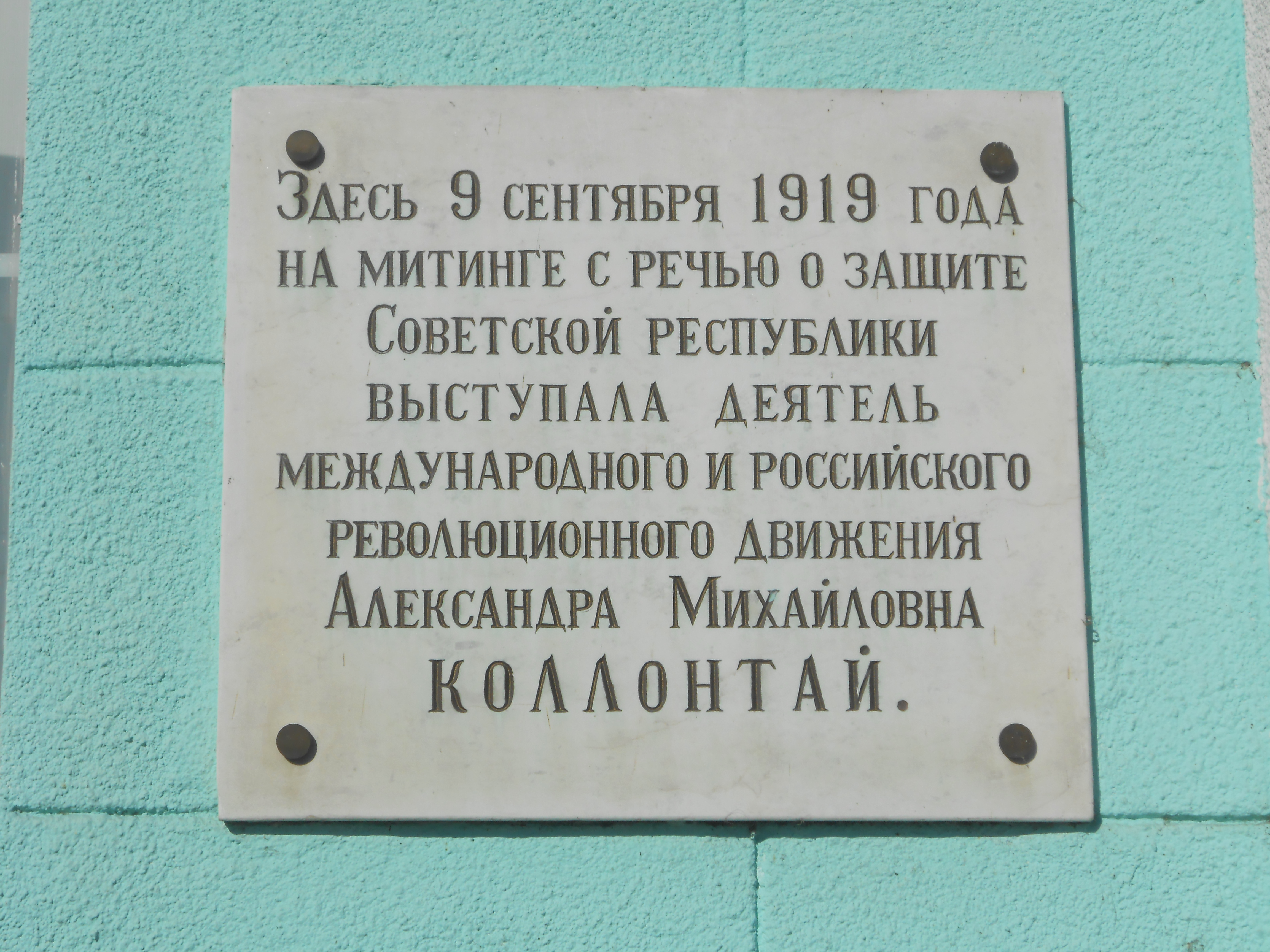
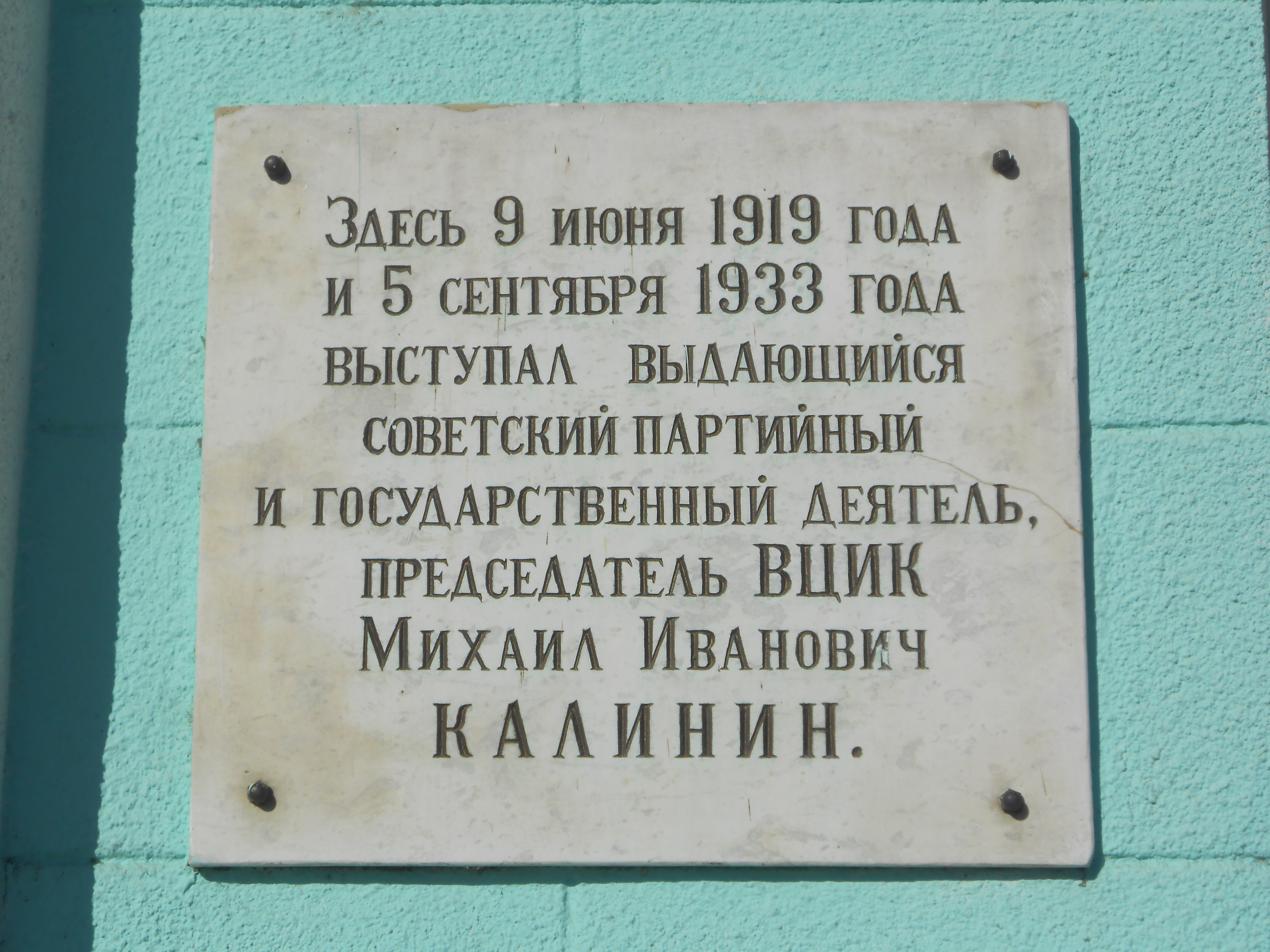
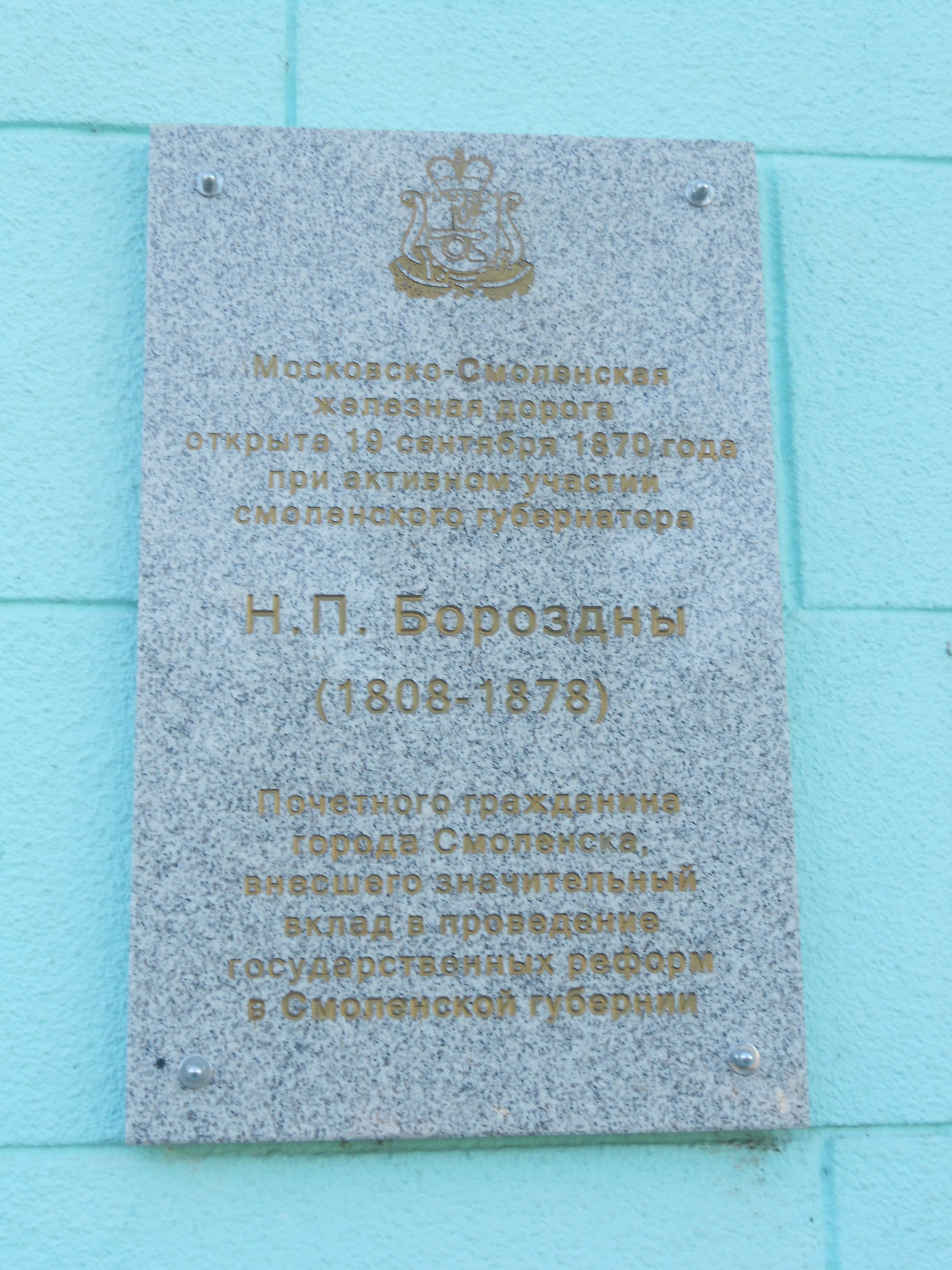

## Движение и путевое развитие
Станция обслуживает несколько направлений пассажирского и грузового движения железнодорожного транспорта:
- широтное — основной ход Смоленского (Белорусского) направления Московской железной дороги;
- на северо-запад — в сторону Рудни и Витебска;
- на юг — в сторону Рославля и Брянска;
- на юго-восток — в сторону Ельни и Занозной.

Ранее станция обслуживала в качестве пассажирской ещё одну линию на северо-восток, в сторону Смоленской ГРЭС и станции Сошно, однако в 2001 году линия переведена в разряд подъездных путей.
На запад и восток пути от станции расходятся: на запад пути ведут на станции Дубровенка и Дачная-1 так называемого Смоленского железнодорожного кольца, на восток — на две платформы станции Орловская-Сортировочная.
Пригородная сообщение станции входит в Смоленский региональный центр АО «ЦППК».

### Основной ход Смоленского (Белорусского) направления

#### Пригородные поезда
Является конечной для пригородных электропоездов:
- следующих с востока от Сафоново и Вязьмы;
- следующих с запада от Красного и Осиновки (Республика Беларусь).

Ранее была конечной для отменённых в 2013—2015 гг. пригородных электропоездов Орша — Смоленск, Владимирский Тупик — Смоленск, а также кольцевого электропоезда Смоленск-Центральный — Гнёздово — Смоленск-Центральный. С 1 августа 2024 года возобновлено пригородное пассажирское движение с Республикой Беларусь, назначены две пары электропоездов по маршруту Смоленск — Осиновка на ежедневной основе.

#### Поезда дальнего следования
Станция является конечной для поездов Санкт-Петербург — Смоленск и «Ласточек» Москва — Смоленск. Является начальной станцией для поездов Смоленск - Мурманск и Смоленск - Архангельск.
На станции останавливаются поезда, следующие из Москвы в Калининград, в том числе поезд «Янтарь», Гомель, Брест, Минск, Полоцк.
До марта 2020 года на станции останавливались международные поезда, следовавшие из Москвы в Берлин, Прагу, Париж, Ниццу и обратно.

### Линия Смоленск — Витебск
С северо-запада на станцию подходит неэлектрифицированная линия от Витебска.

#### Пригородные поезда
Станция является конечной для пригородных дизель-поездов из Рудни, Голынков и Заольши (Республика Беларусь). Ранее была конечной для отменённых пригородных дизель-поездов Витебск — Смоленск.

#### Поезда дальнего следования
По линии производится движение поезда дальнего следования по маршруту Смоленск — Витебск — Санкт-Петербург-Витебский. В 2014 году поезд был отменен, но в конце 2023 года снова запущен по регулярному расписанию.

### Линия Смоленск — Брянск
Через станцию следуют поезда, идущие после станции Колодня на юг.

#### Пригородные поезда
Является конечной для пригородных дизель-поездов Починок — Смоленск и Брянск-Орловский — Смоленск. До 2011 года станция была конечной для сокращённых до Починка поездов из Рославля.

#### Поезда дальнего следования
Станция является конечной для поездов из Сочи, Адлера и Анапы, Симферополя а также станцией остановки для поездов Адлер — Калининград и обратно.

### Линия Смоленск — Занозная
Через станцию следуют поезда, идущие после станции Духовская на юго-восток, в сторону станции Занозная в Калужской области.
Является конечной для согласованной пары пригородных поездов Фаянсовая — Ельня — Смоленск.
Движение поездов дальнего следования по линии не производится.

## Фотогалерея

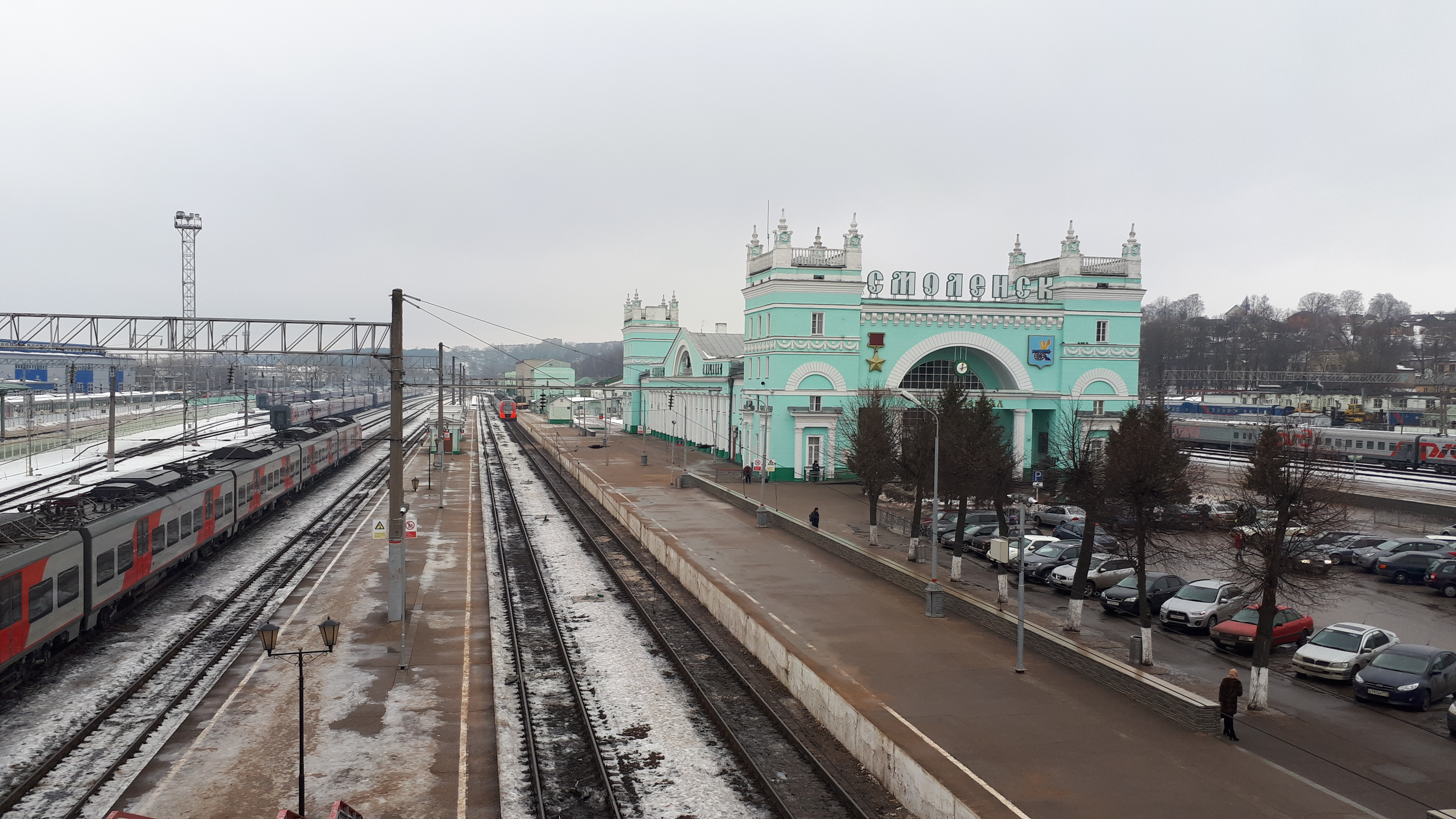
Вокзал поездов дальнего следования. Вид в сторону Красного, 2019 г.
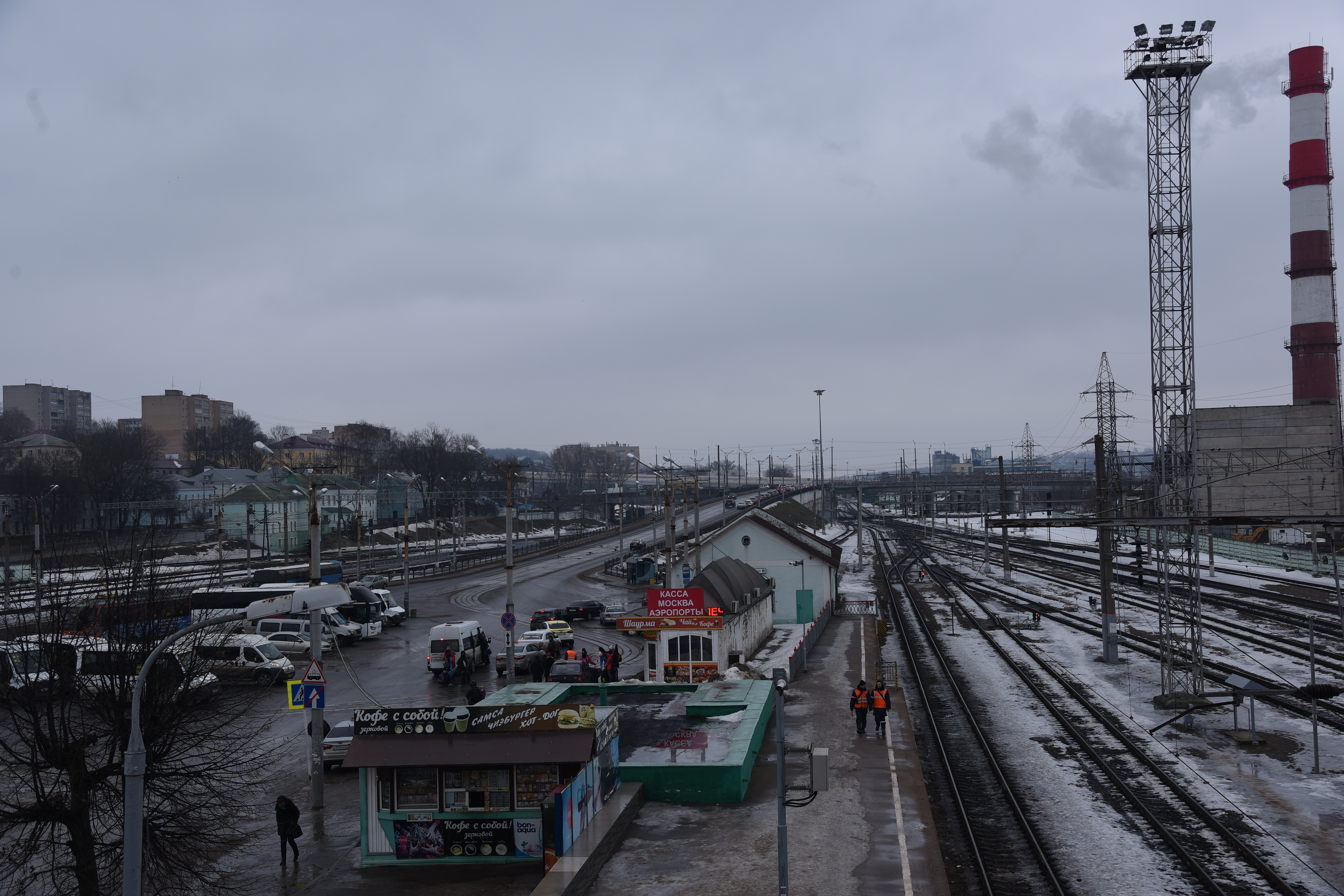
Вид на станцию в сторону Москвы. На заднем плане — Пятницкий путепровод и ТЭЦ-1
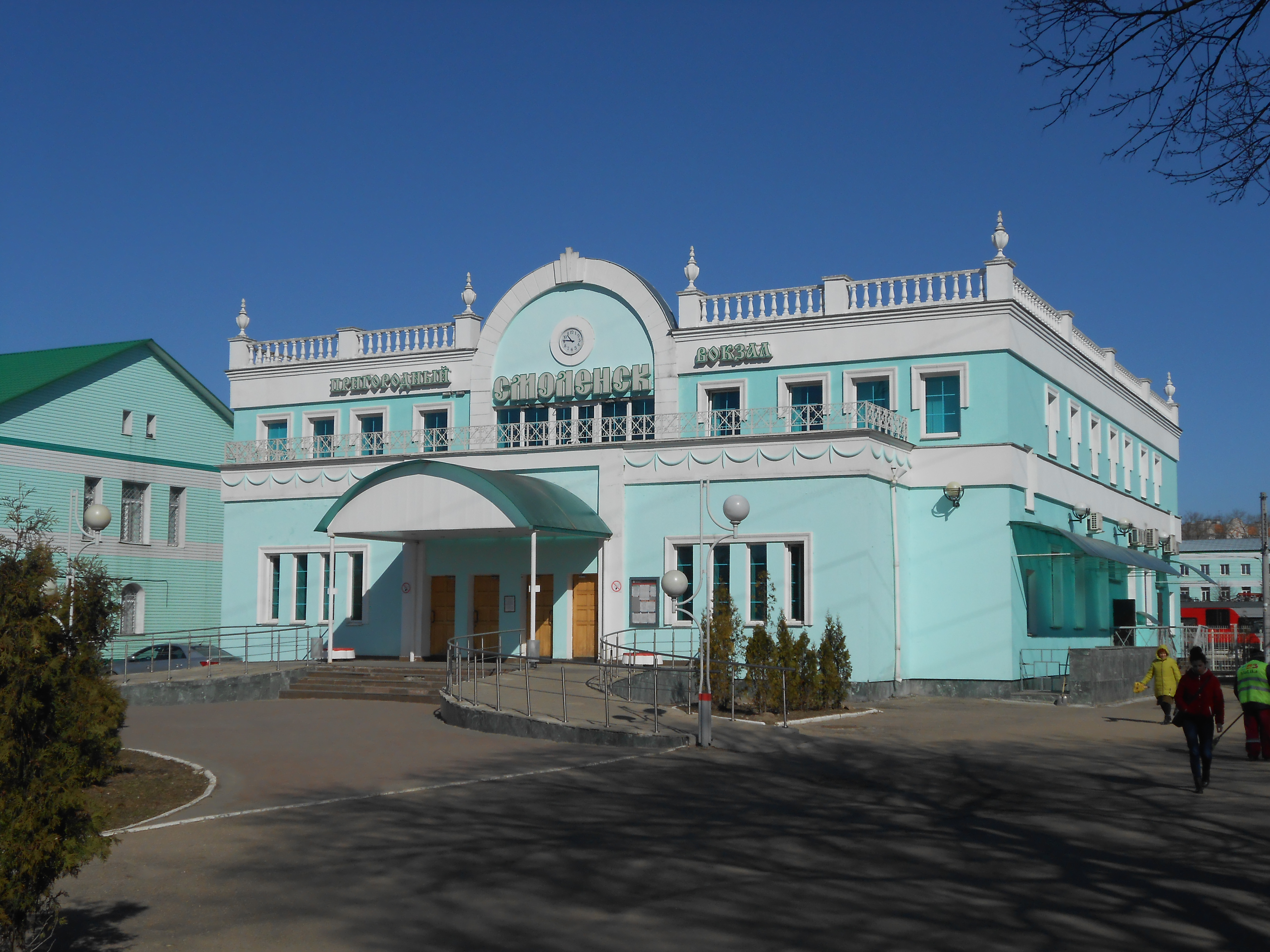
Пригородный вокзал
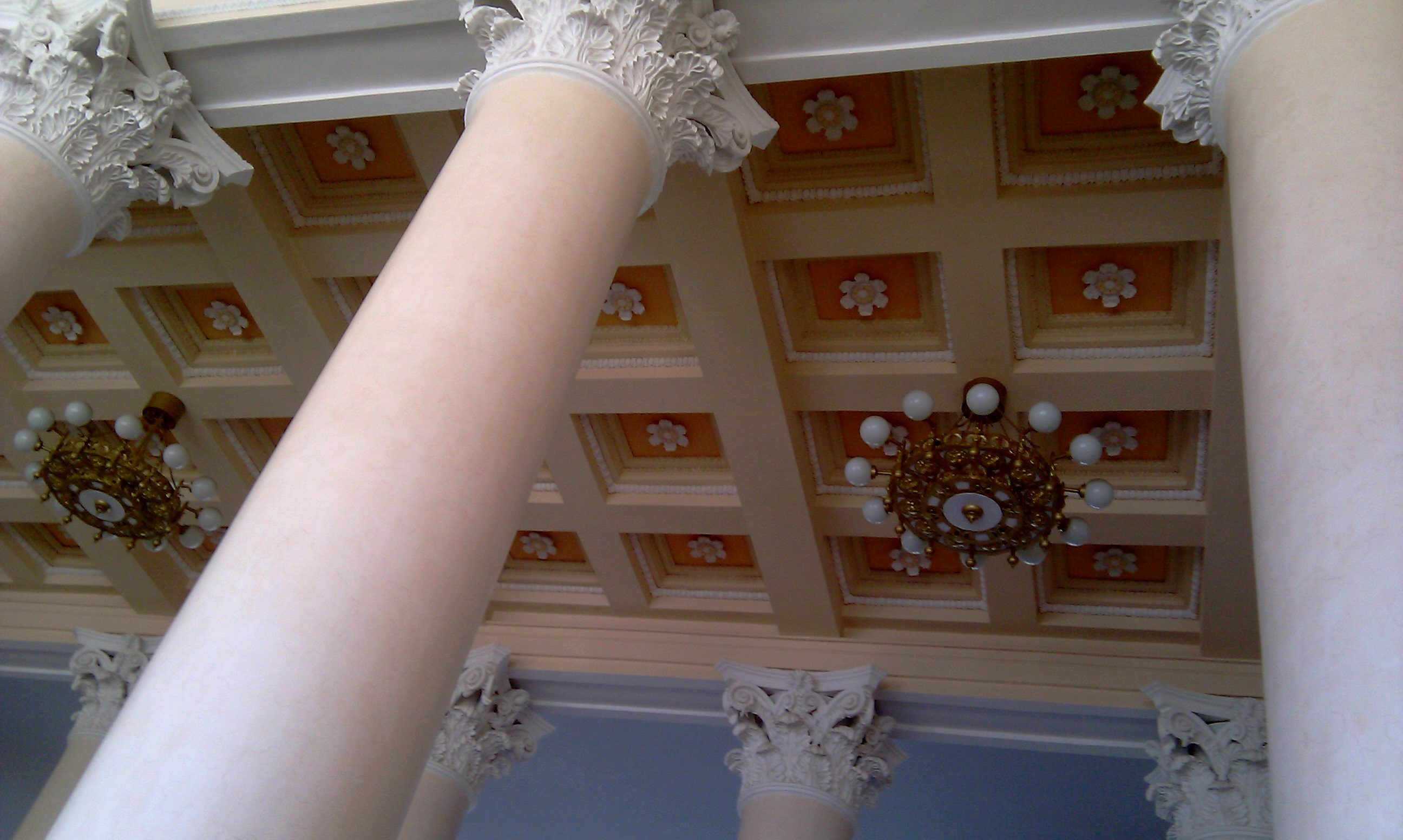
Потолок вокзала дальнего следования
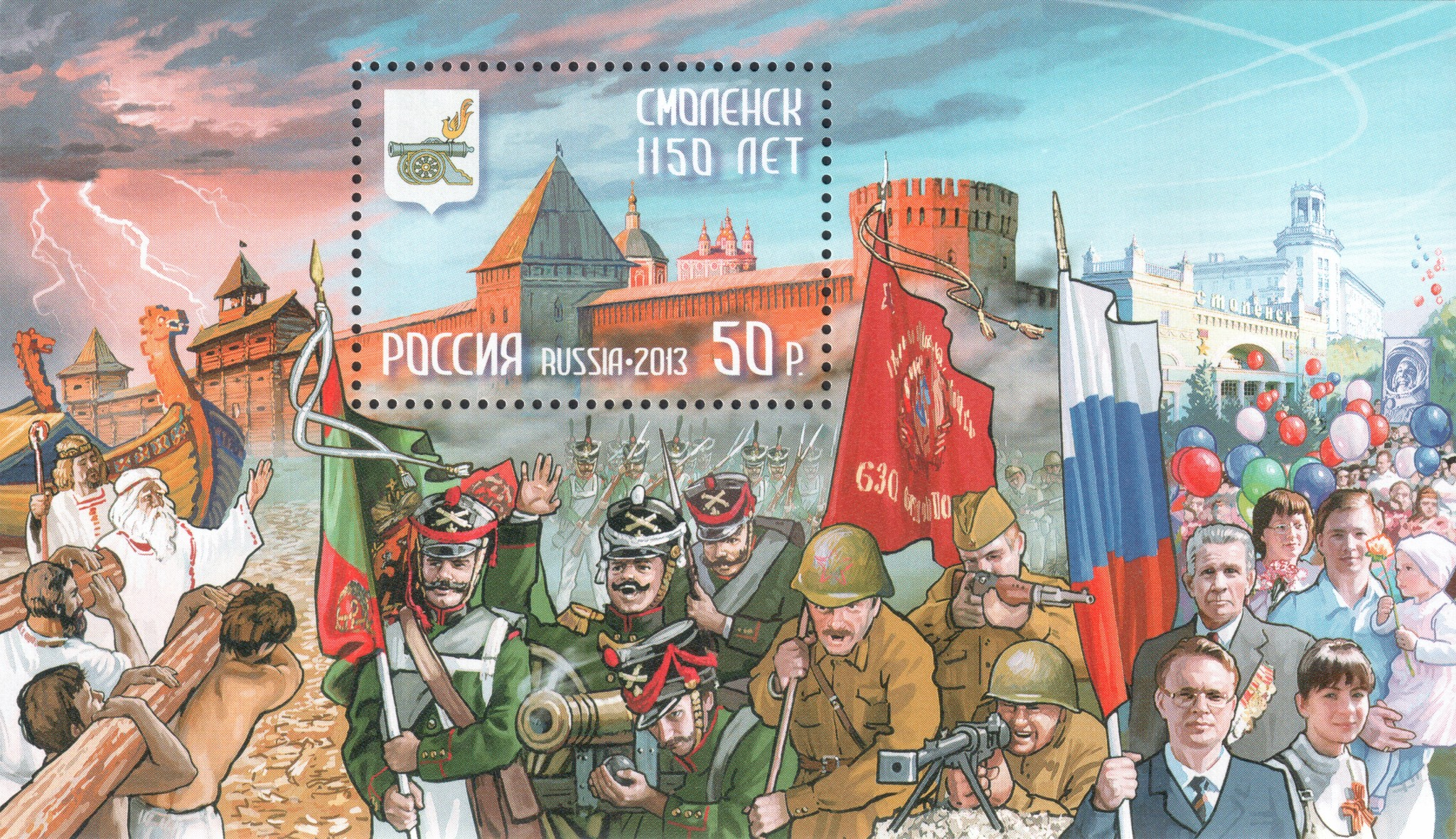
Почтовый блок 2013 года, посвящённый 1150-летию Смоленска с изображением здания вокзала на заднем плане